# スケールアヴィエーション
スケールアヴィエーション（Scale Aviation）は隔月刊模型雑誌の名称。AB判・中綴じ・右開き・104ページ、偶数月13日発売。大日本絵画から発行。

## 概要
日本の飛行機模型専門誌。過去にはSFイラストレーターでMa.K.原作者の横山宏がスーパーバイザーを務めたこともあったが、今は退いている。誌面には第一次世界大戦前後から現用機まで幅広いジャンルの航空機模型を掲載。また、実在する機体だけでなく、架空の機体も取り扱う。
巻頭には、軍用機の機首に描かれるノーズアートを人気グラビアアイドルを使って再現するという、「ノーズアートクイーン」という模型雑誌としてはめずらしい連載が行われている。それらをまとめた写真集も出版されている。
また、現在の同誌の特徴として模型を自然光の下で撮影した写真が多数掲載されていることも挙げられる。